# Tantsud tähtedega
Tantsud tähtedega – estoński program rozrywkowy emitowany w latach 2006–2011 na antenie Kanal 2 i od 2022 na antenie TV3, oparty na formacie Dancing with the Stars na licencji BBC Worldwide.

## Ekipa

### Prowadzący
- Mart Sander (1-5 edycja)
- Gerli Padar (3)
- Kristiina Heinmets-Aigro (1)
- Merle Liivak (2)
- Kaisa Oja (4)
- Liina Randpere (5)

### Jury
- Ants Tael (1-4)
- Merle Klandorf (1-5)
- Riina Suhotskaja (3)
- Märt Agu (3)
- Kaie Kõrb (1-2)
- Jüri Nael (1-2, 4-5)

## Edycje

### Pierwsza edycja
| Miejsce | Gwiazda         | Tancerz            |
| ------- | --------------- | ------------------ |
| 1.      | Mikk Saar       | Olga Kosmina       |
| 2.      | Gerli Padar     | Martin Parmas      |
| 3.      | Erki Nool       | Ave Vardja         |
| 4.      | Aivar Riisalu   | Kristina Tennokese |
| 5.      | Vilja Savisaar  | Veiko Ratas        |
| 6.      | Ingrid Tähismaa | Aleksandr Makarov  |
| 7.      | Reet Linna      | Eduard Korotin     |
| 8.      | Indrek Tarand   | Kaisa Oja          |

### Druga edycja
| Miejsce | Gwiazda           | Tancerz            |
| ------- | ----------------- | ------------------ |
| 1.      | Koit Toome        | Kerttu Tänav       |
| 2.      | Luisa Värk        | Martin Parmas      |
| 3.      | Peep Vain         | Olga Kosmina       |
| 4.      | Andrus Värnik     | Kaisa Oja          |
| 5.      | Dag Hartelius     | Kristina Tennokese |
| 6.      | Kristiina Ojuland | Aleksandr Makarov  |
| 7.      | Katrin Karisma    | Veiko Ratas        |
| 8.      | Beatrice          | Eduard Korotin     |

### Trzecia edycja
| Miejsce | Gwiazda          | Tancerz            |
| ------- | ---------------- | ------------------ |
| 1.      | Argo Ader        | Helena Liiv        |
| 2.      | Maarja-Liis Llus | Veiko Ratas        |
| 3.      | Lauri Pedaja     | Kristina Tennokese |
| 4.      | Evelyn Sepp      | Marko Kiigajaan    |
| 5.      | Henrik Normann   | Kaisa Oja          |
| 6.      | Piret Jarvis     | Mairold Millert    |
| 7.      | Erika Salumäe    | Kristjan Kuusk     |
| 8.      | Arne Niit        | Olga Kosmina       |

### Czwarta edycja
| Miejsce | Gwiazda             | Tancerz              |
| ------- | ------------------- | -------------------- |
| 1.      | Liina Vahter        | Mairold Millert      |
| 2.      | Ithaka Maria Rahula | Marko Kiigajaan      |
| 3.      | Nastja              | Marko Mehine         |
| 4.      | Jevgeni Fokin       | Aleksandra Žeregelja |
| 5.      | Johannes Ahun       | Kerstin Kruuse       |
| 6.      | Urve Palo           | Aleksandr Makarov    |
| 7.      | Dave Benton         | Valeria Fetissova    |
| 8.      | Tarmo Kruusimäe     | Karin Lillemaa       |

### Piąta edycja
| Miejsce | Gwiazda            | Tancerz              |
| ------- | ------------------ | -------------------- |
| 1.      | Jan Uuspõld        | Aleksandra Žeregelja |
| 2.      | Anna Levandi       | Mairold Millert      |
| 3.      | Getter Jaani       | Ott-Sander Palm      |
| 4.      | Stig Rästa         | Karina Vesman        |
| 5.      | Kati Toots         | Marko Kiigajaan      |
| 6.      | Ott Väli           | Emma-Leena Koger     |
| 7.      | Andres Anvelt      | Kristina Tennokese   |
| 8.      | Veronika Portsmuth | Märt Agu             |